# Flugplatz Bad Ragaz

i7
i11
i13
Der Flugplatz Bad Ragaz liegt etwa zwei Kilometer vom Dorfzentrum Bad Ragaz entfernt. Der Flugplatz liegt auf einer Höhe von 493 m/AMSL (1617 feet/AMSL) und ist 14 km von Vaduz bzw. 18 km von Chur entfernt.
Der Flugplatz hat eine Asphaltpiste (Runway 30/12), die 495 Meter lang und 11 Meter breit ist. Beim Flugplatz Bad Ragaz handelt es sich um einen Privat-Flugplatz (PPR). Er ist an Feiertagen gesperrt. Am Flugplatz sind die Segelfluggruppe Bad Ragaz und die Flugschule Fly4Fun ansässig.

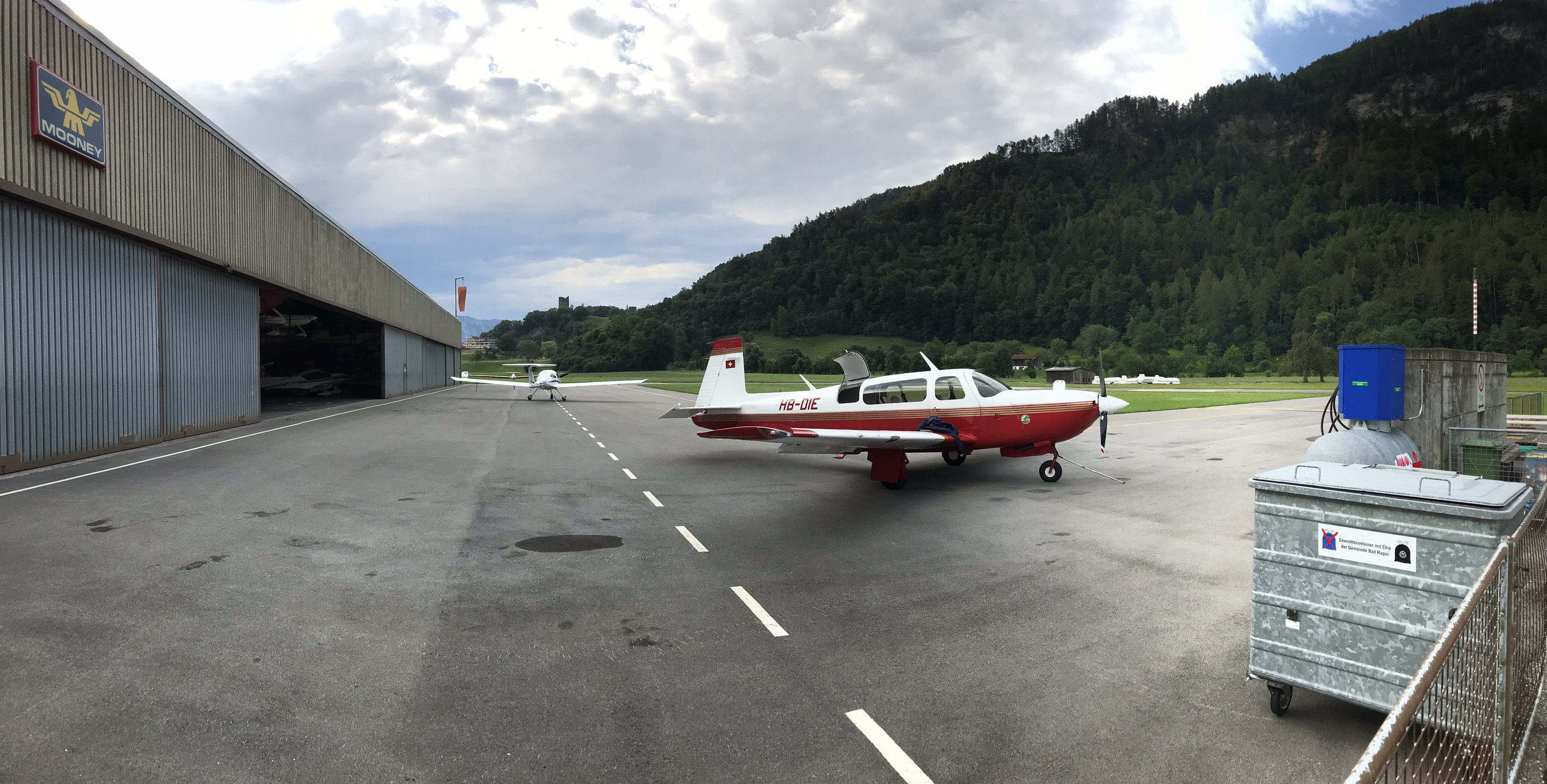
Flugplatz Bad Ragaz
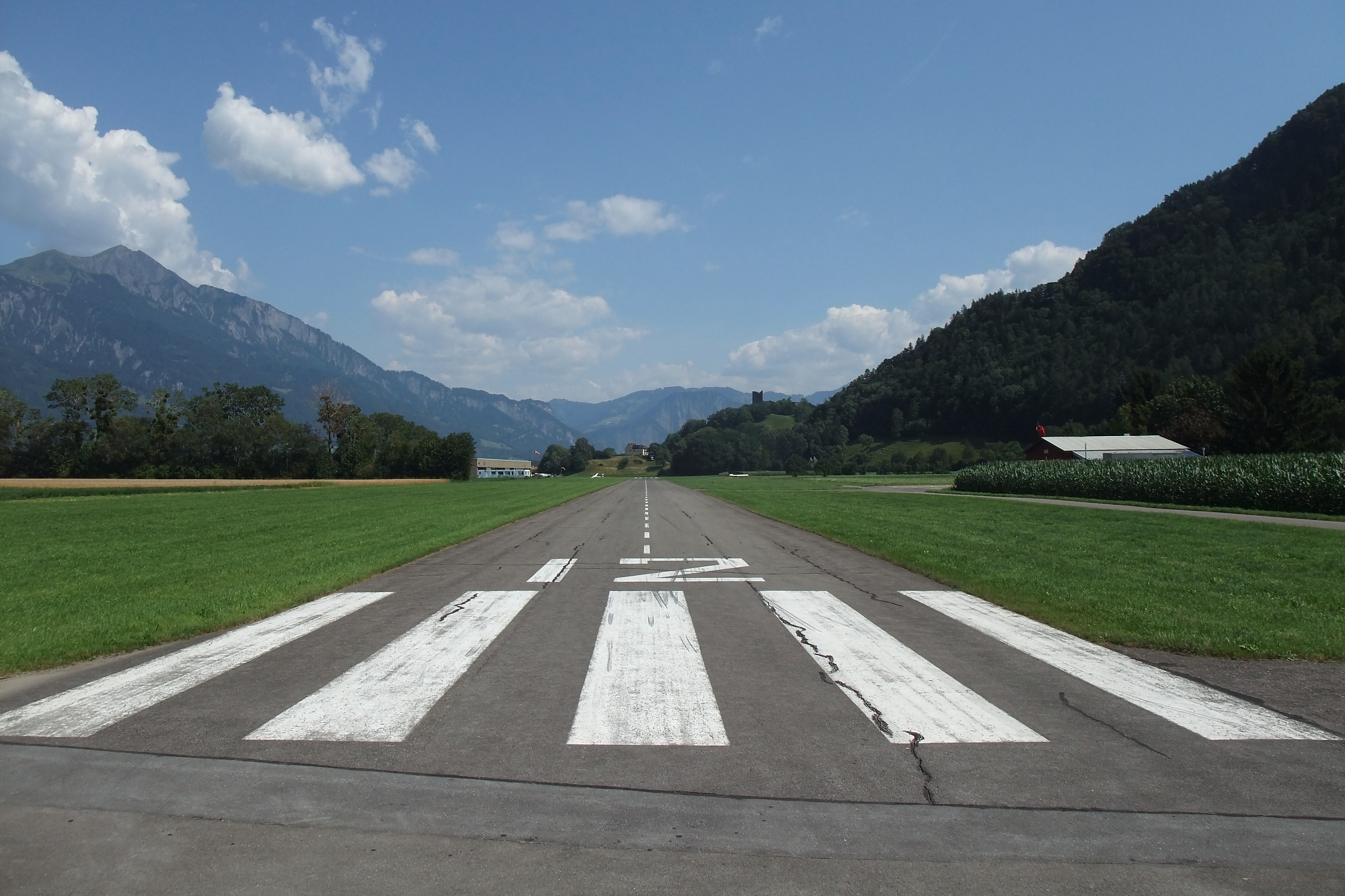
Start- und Landebahn
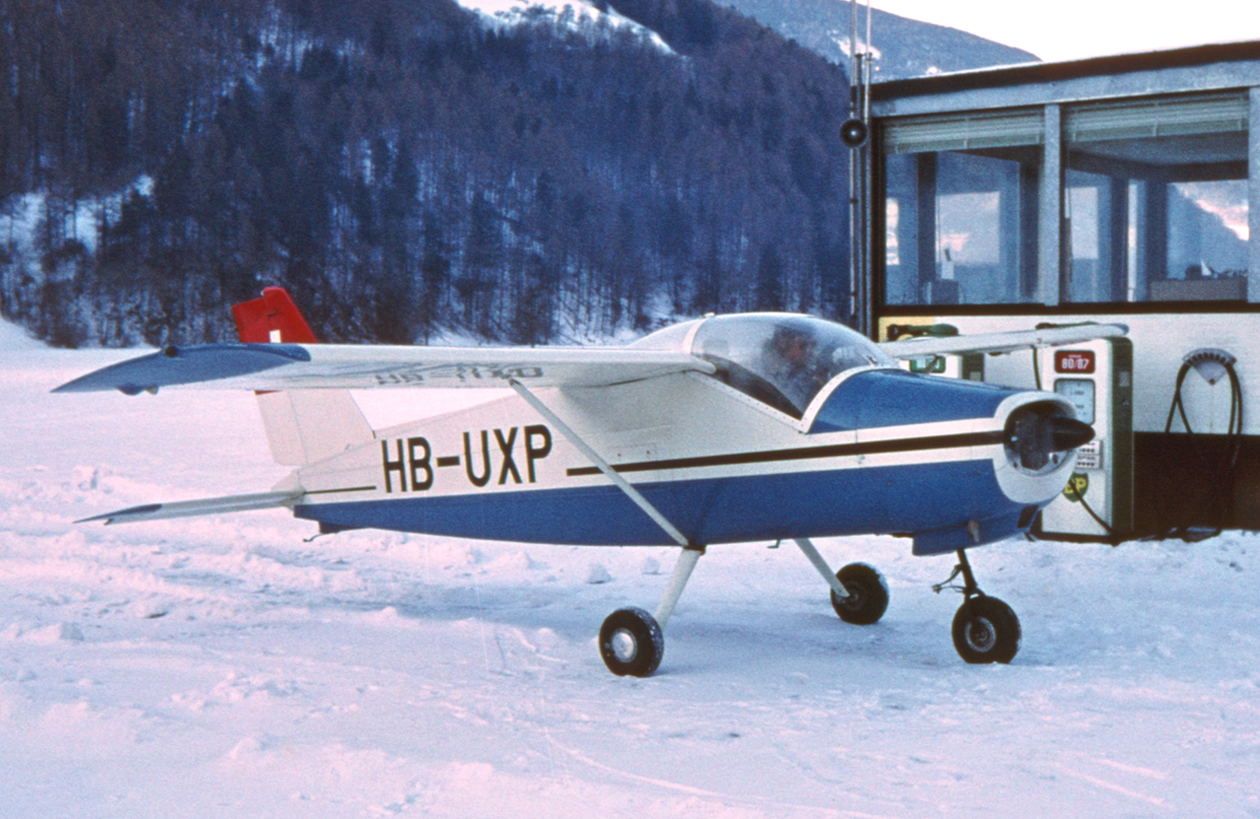
Bo208C HB-UXP 70 in 1970